# Eiran Cashin
Eiran Joe Cashin (* 9. November 2001 in Mansfield) ist ein englisch-irischer Fußballspieler, der bei Brighton & Hove Albion unter Vertrag steht. 2022 bestritt er zudem vier Länderspiele für die irische U-21-Nationalmannschaft.

## Sportliche Karriere

### Verein
Der seit der Saison 2018/19 in der Jugend des Vereins spielende Eiran Cashin debütierte am 11. Dezember 2021 für Derby County bei einem 1:0-Heimsieg im Ligaspiel gegen den FC Blackpool. Nach drei weiteren Einsätzen als Einwechselspieler eroberte er sich Verlauf der Rückrunde der EFL Championship 2021/22 einen Stammplatz in der Defensive des von Wayne Rooney trainierten Zweitligisten. Insgesamt bestritt er achtzehn Ligaspiele für sein Team und konnte Ende April 2022 bei einem 2:0-Auswärtssieg in Blackpool seinen ersten Treffer für seine Mannschaft feiern. Der Verein stieg am Saisonende aus der EFL Championship in die dritte Liga ab, da Derby County aufgrund der Eröffnung eines Insolvenzverfahrens und der Verletzung von Vorschriften im September sowie im November 2021 insgesamt 21 Punkte abgezogen wurden, mit denen der Verein den Klassenerhalt souverän geschafft hätte.
Nach dem Verkauf des Vereins an David Clowes, konnte Derby den ausgelaufenen Vertrag des 20-Jährigen Anfang Juli 2022 um zwei Jahre verlängern. Nach einem siebten Tabellenplatz in der ersten Drittligasaison, feierte der Stammspieler Eiran Cashin mit seiner Mannschaft in der EFL League One 2023/24 den Wiederaufstieg in die zweite Liga. Bereits Anfang Februar 2024 hatte der 22-Jährige seinen am Saisonende auslaufenden Vertrag bis 2027 verlängert.
Im Januar 2025 wechselte er zu Brighton & Hove Albion und unterschrieb dort einen Vertrag bis 2030.

### Nationalmannschaft
Am 6. Juni 2022 bestritt Eiran Cashin sein erstes Länderspiel für die irische U-21-Nationalmannschaft bei einem 3:1-Sieg im heimischen Stadion gegen die U-21 von Montenegro in der Qualifikation für die U-21-Fußball-Europameisterschaft 2023. Der in England geborene Cashin ist aufgrund der Abstammung seiner Großeltern für den irischen Verband spielberechtigt.